# James Marchionda
James Marchionda (* 1958) ist ein US-amerikanischer Dominikanerpriester, Prediger, Komponist und Musiker.
Marchionda ist Mitglied der Chicagoer Dominikanerprovinz St. Albert the Great und war neun Jahre lang deren Provinzial. Er tritt als Missionar und Prediger in Gemeinden der gesamten USA auf, gibt kirchenmusikalische Konzerte und Workshops. Seine liturgischen Komposition und Aufnahmen werden vom katholischen Verlag World Library Publications veröffentlicht. Seine Komposition I Was Hungry wurde 1997 beim Begräbnis von Mutter Teresa in Kalkutta aufgeführt.

## Werke (Auswahl)
Marchionda ist Komponist von mehr als 100 kirchenmusikalischen Werken.
- Caterina da Siena: New Hope. Klavier und zwei Gesangsstimmen. Alliance Publications, Sinsinawa WI
- Francesco! A Gospel Faith. Sopran, zwei Trompeten und Klavier oder Gitarre. Alliance Publications, Sinsinawa WI
- Joyful Friar. Prayer to St. Dominic. Chor SA / SATB a capella. Alliance Publications, Sinsinawa WI